# Harry L. Fraser
Harry L. Fraser (31 de març, 1889 – 8 d'abril, 1974) fou un director de cinema americà i guionista.
Nascut el 1889 a San Francisco, Fraser va dirigir més de 80 pel·lícules entre 1925 i 1951. Va tenir un petit paper d'interpretació en la pel·lícula de John Wayne 'Neath the Arizona Skies. També va escriure guions, incloent Chick Carter, Detective (1946). Va morir el 1974 a Pomona, Califòrnia.

## Filmografia parcial
- The Iron Claw (1916)

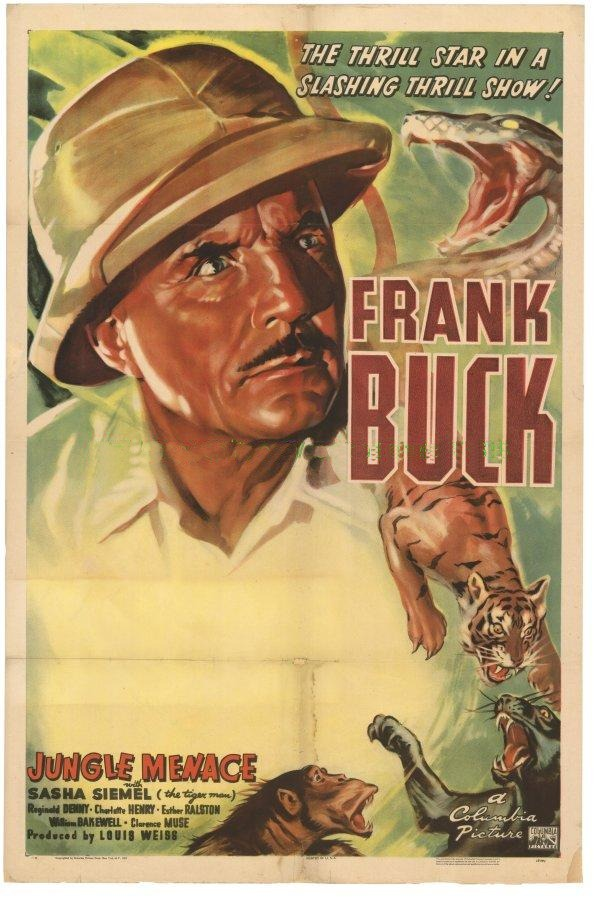
Cartell original de Frank Buck a Jungle Menace (1937)

- The Mystery of the Double Cross (1917)
- Sky's the Limit (1925)
- Soft Cushions (1927)
- The Lone Defender (1930)
- The Savage Girl (1932)
- Breed of the Border (1933)
- The Wolf Dog (1933)
- Randy Rides Alone (1934)
- 'Neath the Arizona Skies (1934)
- Heroes of the Alamo (1937)
- Jungle Menace (1937)
- Spirit of Youth (1938)
- The Spider Returns (1941)
- Batman (1943 serial)
- Captain America (1944 serial)
- Brand of the Devil (1944)
- I Accuse My Parents (1944)
- Chained for Life (1951)